# 米沢唯
米沢 唯（よねざわ ゆい、1987年3月31日 - ）は、東京生まれ・名古屋育ちのバレリーナ。2010年秋から東京の新国立劇場バレエ団に所属する。現在の階級はプリンシパル。

## 経歴
演出家竹内敏晴の娘として東京に生まれる。両親はともに再婚で、「米沢」は母親の姓だった。3歳のころ名古屋市に移り住み、まもなく塚本洋子バレエスタジオで習い始めた。
2003年2月、愛知淑徳高校1年生のとき、ローザンヌ国際バレエコンクールの決勝に進出した。入賞は逃したものの、このとき 『ジゼル』 のヴァリエーションを指導したモニク・ルディエールは米沢の踊りについて、「日本人には難しい箇所を自由な表現で、演目に忠実にジゼルを解釈している」と評した。
翌2004年3月、第61回東京新聞全国舞踊コンクールジュニア1部1位。この時の2位は小野絢子であった。
同年7月、ヴァルナ国際バレエコンクールのジュニア部門で女性第1位となる。帰国後は地元名古屋で愛知芸術文化センター企画のダンス公演に出演した。
2006年6月末、4年に1度開催されるUSA国際バレエコンクールのシニア部門で女性銅メダルを受賞。これをきっかけに米国のサンノゼ・バレエ団と契約した。サンノゼには2010年夏まで4年間在籍し、『くるみ割り人形』 やコンテンポラリー作品の 『September』 などで主役を踊った。
2010年秋、デヴィッド・ビントレー監督下の新国立劇場バレエ団に移籍しソリストとして入団。その理由について、「一挙手一頭足の表現を研ぎすませる厳しさに身を置きた」かったためと述べている。
2011年11月、ビントレーによる新制作 『パゴダの王子』 で主役さくら姫に抜擢される。翌2012年5月には 『白鳥の湖』 で初役オデット/オディールを踊った。2012年秋からファースト・ソリスト。2013年2月に 『ジゼル』、同年6月に 『ドン・キホーテ』で主役を踊り、シーズン終了後にプリンシパルに昇格した。
2017年3月、『ロメオとジュリエット』等での成果が評価され、第67芸術選奨文部科学大臣賞を受賞。
2020年3月、『ロメオとジュリエット』等での成果が評価され、第70回芸術選奨文部科学大臣賞を受賞。
2023年5月、第76回中日文化賞を受賞。

## 人物・芸風
竹内の方針で実家にはテレビがなく、小学校に上がった頃は本の虫だった。朝食時には茶碗を抱えながら本を読んでいたという。小学6年生のときにはバレエのほか、ピアノと長唄も習っていた。
高校1年夏の時点でバレエの練習時間は週に16時間。バレエ一筋となったのは2003年にローザンヌに出場した後で、当時は正月も休まず365日練習していたという。
踊りはしばしば「伸びやか」と形容される。自身の目標については「技術で終わるのではなく、中から生きているダンサーになりたい」と話していた。

## 主な出演歴
| 年   | 演目                                     | 役                                           | 相方                  | 振付                 | バレエ団/主催        |
| ---- | ---------------------------------------- | -------------------------------------------- | --------------------- | -------------------- | -------------------- |
| 2004 | 戸外にて ★                               | -                                            | -                     | A・シルヴェストリン  | 愛知芸術文化センター |
| 2005 | ウズメ ★                                 | -                                            | -                     | 笠井 叡              | 愛知芸術文化センター |
| 2006 | くるみ割り人形                           | マリア                                       | ?                     | D・ナハト            | サンノゼ・バレエ団   |
| 2007 | September                                | （恋人）                                     | M・カリファノ         | ベン飯田             | サンノゼ・バレエ団   |
| 2009 | 9シナトラ・ソングズ                      | (第2曲 「夜のストレンジャー」)               | M・カリファノ         | T・サープ            | サンノゼ・バレエ団   |
| 2010 | シンフォニー・イン・C                    | (第1楽章プリンシパル)                        | 菅野 英男             | バランシン           | 新国立劇場           |
| 2013 | コンチェルト・バロッコ                   | (第1女性プリンシパル)                        | 厚地 康雄             | バランシン           | 新国立劇場           |
| 2013 | アポロ                                   | カリオペ                                     | C・ウォルシュ         | バランシン           | 新国立劇場           |
| 2014 | シンフォニー・イン・スリー・ムーヴメンツ | (プリンシパル)                               | 菅野 英男             | バランシン           | 新国立劇場           |
| 2015 | テーマとヴァリエーション                 | (プリンシパル)                               | 菅野 英男             | バランシン           | 新国立劇場           |
| 2011 | アラジン                                 | サファイア                                   | -                     | ビントレー           | 新国立劇場           |
| 2011 | アラジン                                 | シルバー                                     | 清水 裕三郎           | ビントレー           | 新国立劇場           |
| 2011 | パゴダの王子 ☆                           | さくら姫                                     | 菅野 英男             | ビントレー           | 新国立劇場           |
| 2012 | シルヴィア                               | シルヴィア                                   | 菅野 英男             | ビントレー           | 新国立劇場           |
| 2013 | テイク・ファイブ                         | (テイク・ファイブ)                           | -                     | ビントレー           | 新国立劇場           |
| 2013 | E=mc²                                    | エネルギー                                   | -                     | ビントレー           | 新国立劇場           |
| 2013 | ペンギン・カフェ                         | ユタのオオツノヒツジ                         | 江本 拓               | ビントレー           | 新国立劇場           |
| 2014 | カルミナ・ブラーナ                       | フォルトゥナ                                 | 福岡 雄大 〔神学生3〕 | ビントレー           | 新国立劇場           |
| 2011 | くるみ割り人形                           | 金平糖の精                                   | 厚地 康雄             | 牧改訂               | 新国立劇場           |
| 2013 | くるみ割り人形                           | 金平糖の精                                   | 福岡 雄大             | 牧改訂               | 新国立劇場           |
| 2012 | 白鳥の湖                                 | オデット/オディール                          | 菅野 英男             | 牧改訂               | 新国立劇場           |
| 2015 | 白鳥の湖                                 | オデット/オディール                          | V・ムンタギロフ       | 牧改訂               | 新国立劇場           |
| 2015 | ラ・バヤデール                           | ガムザッティ                                 | V・ムンタギロフ       | 牧改訂               | 新国立劇場           |
| 2015 | ラ・バヤデール                           | ニキヤ                                       | 福岡 雄大             | 牧改訂               | 新国立劇場           |
| 2012 | こうもり                                 | チャルダッシュ                               | -                     | プティ               | 新国立劇場           |
| 2015 | こうもり                                 | ベラ                                         | 菅野 英男             | プティ               | 新国立劇場           |
| 2012 | シンデレラ                               | シンデレラ                                   | 厚地 康雄             | アシュトン           | 新国立劇場           |
| 2014 | シンデレラ                               | シンデレラ                                   | 菅野 英男             | アシュトン           | 新国立劇場           |
| 2013 | ジゼル                                   | ジゼル                                       | 厚地 康雄             | セルゲーエフ改訂     | 新国立劇場           |
| 2013 | solo for 2                               | （パルティータ第2番 アルマンド、サラバンド） | 福岡 雄大             | 金森 穣              | 新国立劇場           |
| 2013 | ドン・キホーテ                           | キトリ                                       | 福岡 雄大             | ファジェーチェフ改訂 | 新国立劇場           |
| 2013 | 火の鳥                                   | 火の鳥                                       | 菅野 英男             | フォーキン           | 新国立劇場           |
| 2014 | 暗闇から解き放たれて ★                   | -                                            | 貝川 鐵夫 ほか        | J・ラング            | 新国立劇場           |
| 2014 | 大フーガ                                 | (4人の女性)                                  | 輪島 拓也             | H・ファン・マネン    | 新国立劇場           |
| 2014 | 眠れる森の美女                           | オーロラ姫                                   | V・ムンタギロフ       | イーグリング改訂     | 新国立劇場           |
| 2014 | 眠れる森の美女                           | フロリナ王女                                 | 井澤 駿 〔青い鳥〕    | イーグリング改訂     | 新国立劇場           |
| 2015 | はなわらう ★                             | -                                            | 福岡 雄大             | 宝満 直也            | 新国立劇場           |
| 2015 | ドゥエンデ                               | (パストラル)                                 | 輪島 拓也             | ドゥアト             | 新国立劇場           |

※紫は演目の主役を表す。★は当該作品の初演・初日への出演、☆は初日ではないものの、一連の初演の中で出演したことを表す。同じ役・相方での同一演目の出演は最初の年のみ記した。